# Lindentörlein

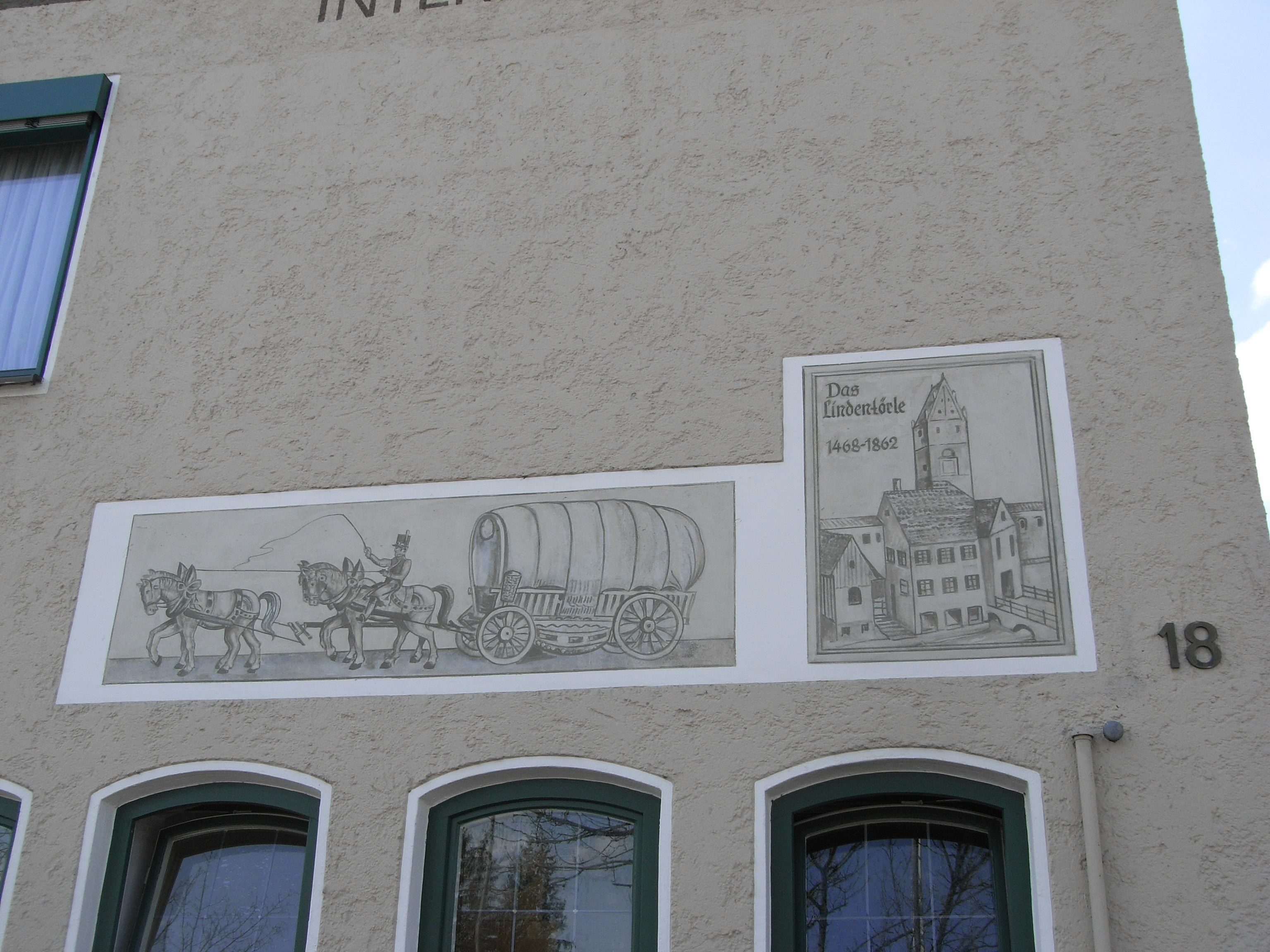
Gedenktafel an das Lindentörlein am Epplehaus

Das Lindentörlein war ein Stadttor der oberschwäbischen Stadt Memmingen.

## Lage
Das Tor stand an der Ostseite der Stadt in der Nähe des heutigen Bahnhofs und war ein reines Fußgängertor für die Bürgergärten vor der Stadt.

## Aussehen
Das Lindentörlein war ein typisches schwäbisches hochgezogenes Tor mit einem Spitzbogendurchgang und vorgelagertem Zwinger. In seiner Ausgestaltung ähnelte es dem Ulmer Tor.

## Geschichte
Bei der zweiten Stadterweiterung gegen Osten im 14. Jahrhundert wurde das Lindentörlein als Fußgängertor erbaut. Als Stadttor diente das in der Nähe befindliche Kalchtor im Osten der Stadt. Das Törlein wurde 1863 im Zuge des Bahnbaus abgebrochen, auch um zur Schranne am Schrannenplatz einen Bahnanschluss herstellen zu können. Heute erinnert eine Gedenktafel daran. Die früher hinter dem Tor liegende, stadteinwärts führende Straße ist nach ihm benannt.